# Elektrosawodskaja

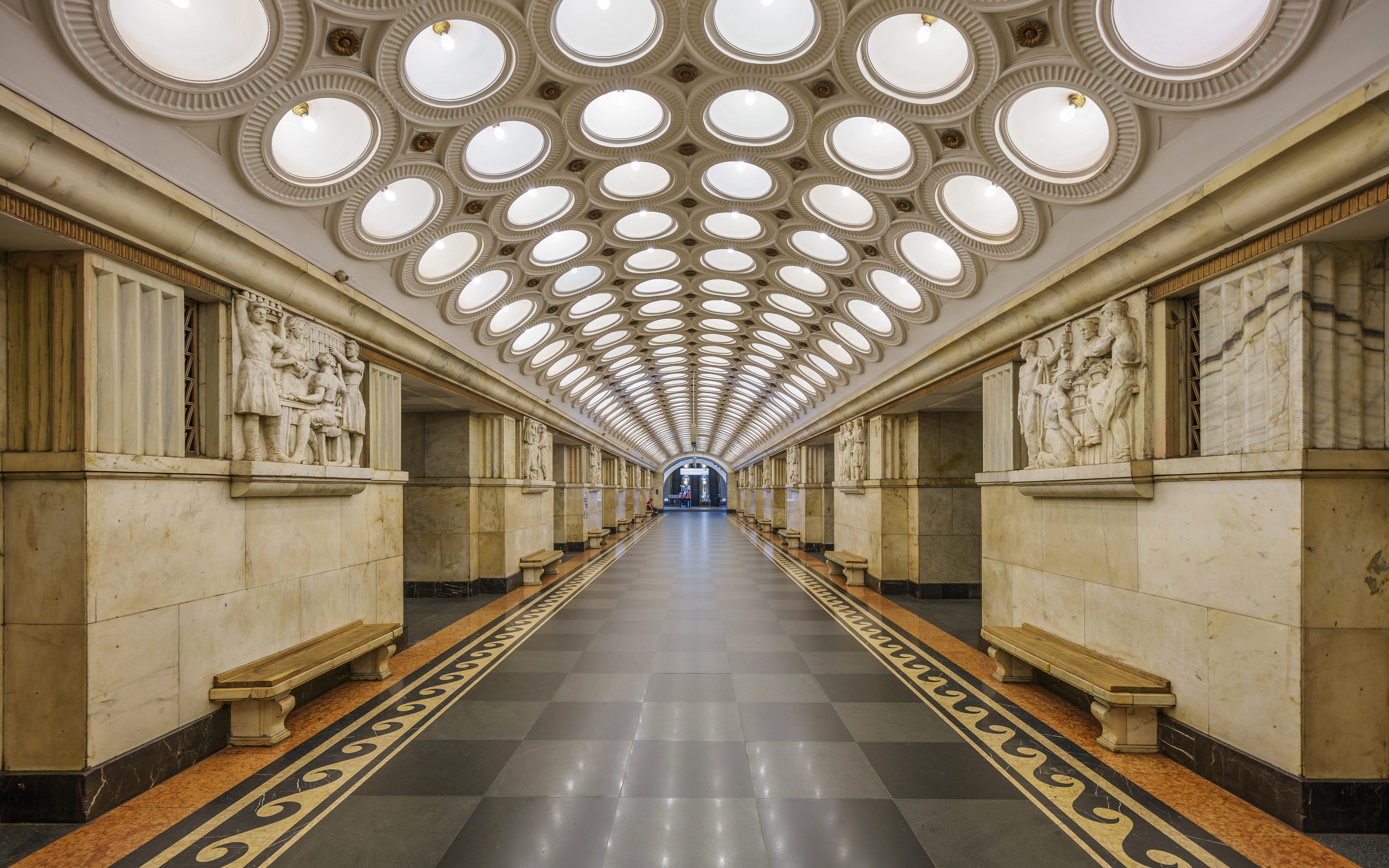
Die zentrale Halle der Station Elektrosawodskaja nach der Renovierung

Elektrosawodskaja (russisch Электрозаводская, Ausspracheⓘ) ist eine Station der Metro Moskau an der Arbatsko-Pokrowskaja-Linie (auch „Linie 3“ oder „Dunkelblaue Linie“). Ihren Namen erhielt sie vom Moskauer Elektrokombinat Elektrosawod, das sich, wie das Moskauer Glühlampenwerk MELE und das Autozulieferwerk ATE-1, unweit der Station befindet. Im Jahr 2002 benutzten durchschnittlich 45.250 Fahrgäste täglich die Station Elektrosawodskaja.
Die Station liegt im Stadtteil Basmanny im Osten des Moskauer Zentrums an der Bolschaja-Semjonowskaja-Straße in der Nähe der Jausa. In unmittelbarer Nähe zum Ausgang der Station Elektrosawodskaja befindet sich der gleichnamige Haltepunkt für Vorortzüge der Moskauer Eisenbahn.

## Geschichte
Die Elektrosawodskaja gehört zum dritten Bauabschnitt der Moskauer Metro. Auf der Strecke von der Station Kurskaja zur Station Partisanskaja (damals Ismailowskaja), die am 18. Januar 1944 in Betrieb genommen wurde, eröffnete am 15. Mai 1944 nachträglich die Station Elektrosawodskaja. Sie gehört somit zu den sieben Moskauer Metrostationen, die während des Zweiten Weltkriegs in Betrieb genommen wurden.
Vom 19. Mai 2007 bis 28. November 2008 war die Station geschlossen, um die Fahrtreppen, die noch aus dem Jahr 1944 stammten, auszuwechseln. Die Innenräume der Metrostation sind dabei aufwendig restauriert worden, ohne das Erscheinungsbild zu verändern.

## Beschreibung
Die 31,5 m unter der Erde liegende Metrostation Elektrosawodskaja wurde nach einem Musterplan gebaut. Sie besteht aus drei Schiffen, die sich auf Pfeiler stützen. Die architektonische und künstlerische Gestaltung ist eine Arbeit der Architekten Wladimir Schtschuko (starb 1939 während der Arbeit an der Station), Wladimir Helfreich, Igor Roschin und Ljubow Schagurina.
Nach Schtschukos Planung, die von der in der Nähe gelegenen Glühlampenfabrik inspiriert war, wurden an der Decke des Tonnengewölbes über der zentralen Bahnsteighalle sechs Reihen kreisförmiger mit Glühlampen bestückter Einbauleuchten angeordnet. Der Beginn des Zweiten Weltkrieges unterbrach die Arbeiten, die 1943 wieder aufgenommen wurden. Helfreich und Roschin vervollständigten die künstlerische Gestaltung, indem sie als zusätzliches Thema den Kampf der Heimatfront während des Krieges aufgriffen. 12 Marmor-Wandreliefs des Bildhauers Georgi Motowilow an den zur Bahnsteighalle zeigenden Seiten der Pfeiler stellen Szenen aus dem Arbeitsalltag der Fabrikarbeiterinnen und Fabrikarbeiter sowie aus den Bereichen Landwirtschaft und Transportwesen dar. An den zur Strecke gewandten Seiten der Pfeiler befinden sich dekorative Lüftungsgitter mit Wandleuchten und dem Hammer-und-Sichel-Symbol. Die Wände der Bahnstrecke sind im Bereich der Station mit rotem georgischen Salieti-Marmor, die rechteckigen Pylonen mit Prochoro-Balandinski-Marmor aus dem Ural und ihre Sockel mit olivschwarzem armenischen Davalu-Marmor verkleidet.
Bei der Restaurierung der Station wurde 2008 der Bodenbelag erneuert. Die ursprünglichen schwarzen und grauen, im Schachbrettmuster verlegten Marmorplatten im Mittelgang, die im Laufe der Zeit ihren Glanz verloren hatten, wurden durch widerstandsfähigere Platten aus Granit und Labradorit ersetzt. Die Fläche ist mit einem als Laufende Welle gestalteten Ornamentband aus rosafarbenem und gelbem Bijuk-Jankoj-Marmor von der Krim eingefasst. Die automatischen Eingangssperren wurden erneuert, die Polizei und die Fahrkartenschalter erhielten neue Räume. Den Bahnsteigrand markieren in den Boden eingelassene Lichtbänder.
Die Elektrosawodskaja besitzt ein oberirdisches Eingangsbauwerk (Vestibül) in Form eines sechseckigen Gebäudes mit einer Kuppel. An der Fassade der Eingangshalle befindet sich eine Figurengruppe des Bildhauers Matwei Maniser, welche die drei Erbauer der Metro darstellt. Die Wände der Eingangshalle sind innen mit rotem Salieti-Marmor ausgekleidet. In den Zwickeln der Gewölbebögen befinden sich sechs Medaillons mit Reliefs der Pioniere der Elektrizität: Michail Lomonossow, Pawel Jablotschkow, Alexander Popow, William Gilbert, Benjamin Franklin und Michael Faraday.
Die Station Elektrosawodskaja steht auf der Liste der wertvollsten Architekturdenkmäler Moskaus. Sie stellt eine Verbindung zwischen der Art-Déco-beeinflussten stalinistischen Architektur der Vorkriegszeit auf den Stationen des zweiten Bauabschnitts und dem sakral anmutenden Metrostil der nach dem Krieg erbauten Stationen an der Kolzewaja-Linie her. Helfreich und Roschin wurden 1946 für ihre Arbeit an der Elektrosawodskaja mit dem Stalinpreis Erster Klasse ausgezeichnet.

## Haltepunkt Elektrosawodskaja

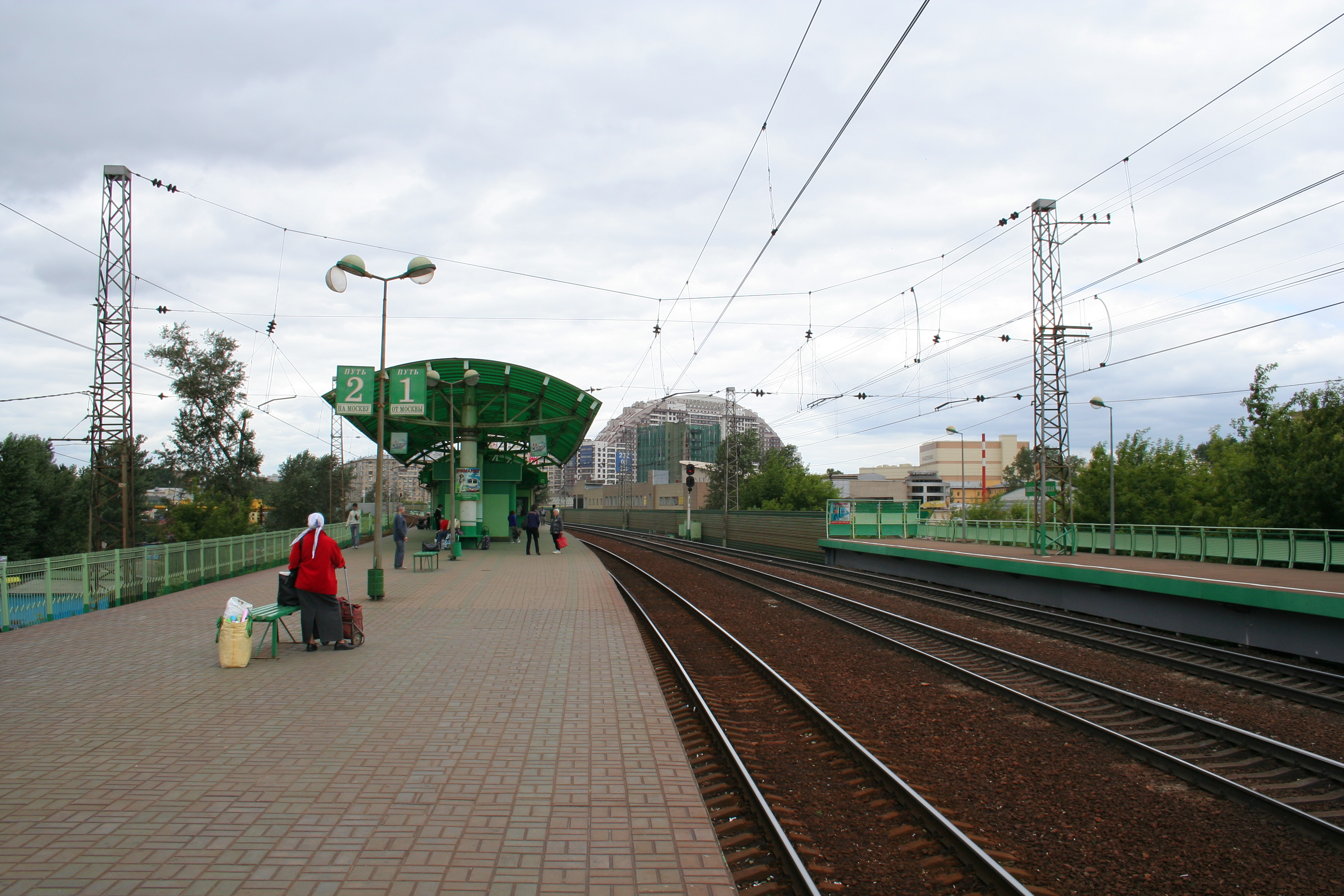
Bahnsteig des Haltepunkts

Der ebenfalls als Elektrosawodskaja bezeichnete Eisenbahn-Haltepunkt befindet sich auf einem Damm in unmittelbarer Nähe zum Eingangsgebäude der Metrostation. Der Haltepunkt liegt auf der Bahnstrecke Moskau–Kasan, welche am nahe gelegenen Kasaner Bahnhof ihren Anfang nimmt. Obwohl die Strecke selbst ab 1862 entstand, wurde der Haltepunkt Elektrosawodskaja auf ihr erst im Jahre 1949 errichtet, um die damals bereits vorhandene Metrostation zu einem Verknüpfungspunkt mit der Eisenbahn auszubauen. In den Jahren 2003–2004 wurde der Haltepunkt umgebaut und erhielt dabei die heutigen Zugangsbauten mit Bahnsteigsperren sowie die hellgrüne Überdachung der Bahnsteige. Gegenwärtig wird nur einer der zwei Bahnsteige für die Zugabfertigung verwendet.
Am Haltepunkt Elektrosawodskaja halten in dichtem Abstand Nahverkehrszüge (sogenannte Elektritschki) unter anderem von und nach Ljuberzy, Schatura, Kolomna, Woskressensk und Rjasan. Vom Kasaner Bahnhof aus ist Elektrosawodskaja die erste Station dieser Züge, auf Moskauer Stadtgebiet gibt es insgesamt elf Personenbahnhöfe an der Moskau-Kasaner Strecke.